# Григорян, Эдуард Грачиевич
Григорян Эдуард Грачиевич (арм. Գրիգորյան էդուարդ Հրաչի, 27 июля 1936 г, Ереван, Армянская ССР, СССР) — главный гастроэнтеролог Минздрава РА, председатель Армянской ассоциации гастроэнтерологов, член президиума межрегиональной ассоциации гасроэнтерологов (МАГ), член специализированного Ученого совета по защите диссертаций Ереванского государственного медицинского университета им. М.Гераци, действительный член Академии медицинских наук РА, международной академии информатизации (МАИ), международной академии жизнедеятельности (МАНЭБ), член Российской академии естественных наук, член Ученого Совета НИИ курортологии и физической медицины, Гематологического Центра РА, член редакционного совета «Российского журнала гастроэнтерологии, гепатологии и колопроктологии», «Клиническая Медицина», «Вестник эндокринологии», «Кровь», «Арохчапаутюн». Опубликовал 475 статей и тезисов преимущестшенно в журналах, материалах ближнего и дальнего зарубежья, рецензент 8 монографий. Автор 14 методических рекомендаций, 4 авторских свидетельств, 6 рационализаторских предложений. Научный руководитель 11 защищенных кандидатских диссертаций и консультант докторской диссертации. Награждён Почетными грамотами МЗ РА, Совета профсоюзов Армении за долголетнюю работу, успехи в научно—практической деятельности, а также грамотой от начальника оперативной группы ФПС России в Республике Армения.
Начиная с 1963 г. проводил исследования в области гастроэнтерологии. Клинико—лабораторными методами изучал состояние поджелудочной железы при различных заболеваниях органов пищеварения и других систем. Впервые внедрил в РА определение широкого спектра органоспецифических ферментов поджелудочной железы в биологических средах организма при патологиях в данном органе. Один из первых среди специалистов стран СНГ обосновал эффективность ранней медицинской реабилитации больных хроническим панкреатитом физическими факторами и в 1976 г. получил грамоту ВДНХ СССР. Внедрил в РА метод внутрижелудочной рН—метрии. Получено авторское свидетельство за способ лечения язвенной болезни двенадцатиперстной кишки (1979 г.). Впервые изучил и установил эффективность влияния ультразвука различных параметров при язвенном колите и получил авторское свидетельство (1992г). На протяжении долгих лет с сотрудниками раскрыл механизм действия и эффективность минеральных вод РА, преформированных физических факторов при заболеваниях органов пищеварения. Изучал состояние нервной, сердечно—сосудистой системы при заболениях органов пищеварения. Предложил комплексы восстановительного лечения функциональных заболеваний желудочно—кишечного тракта. Проведены исследования при сахарном диабете, экзогенно—конституцианальном ожирении, метаболическом синдроме, периодической болезни. В течение ряда лет вместе с научно—производственной фирмой «Нор—Нарине» и сотрудниками отдела изучения природных курортных ресурсов института обосновал эффективность продукта и концентрата «Нор—Нарине» при заболеваниях органов пищеварения с нарушением биоценоза кишечника и продолжает работать в этом направлении. На основании результатов вышеуказанных исследований получены 3 авторских свидетельства, что нашло отражение в многочисленных публикациях.
- 1954—1960— обучение на лечебно-профилактическом факультете Ереванского государственного Медицинского института
- 1962 — аспирант Ереванского государственного Медицинского института
- 1962—1964 — аспирантура в Клинике лечебного питания Института питания Академии медицинских наук СССР
- 1966 — защита |кандидатской диссертации"Состояние поджелудочной железы у больных хроническим гастритом с секторной недостаточностью при качественно различном питании" в Академии медицинских наук СССР.
- 1966-1970 — ассистент кафедры пропедевтики внутренних болезней лечебного факультета Ереванского государственного медицинского института
- 1970—1979 — старший научный сотрудник гастроэнтерологического отделения Научно-исследовательского института курортологии и физиотерапии Минздрава Армянской ССР
- 1979—2004 — научный руководитель и заведующий гастроэнтерологического отделения
- 1971— внедрение в республике Армения определения широкого спектра органоспецифических ферментов поджелудочной железы в различных биологических средах организма
- 1979 — авторское свидетельство на способ лечения |язвенной болезни двенадцатиперстной кишки
- 1980— защита докторской диссертации"Ранняя реабилитация больных хроническим панкреатитом" в Ереванском государственном медицинском институте
- 1980—2005 — научный руководитель и заведующий гастроэнтерологического отделения научно-исследовательского института курортологии и физиотерапии Минздрава Армянской ССР
- 1988—1990 —одновременно являлся заместителем директора по лечебной работе
- С 1989 — главный гастроэнтеролог Минздрава РА, заместитель председателя Армянской ассоциации терапевтов и председатель секции гастроэнтерологии
- 1992 — авторское свидетельство на способ лечения неспецифического язвенного колита, впервые доказана эффективность ультразвука при данном заболевании
- С 1993— профессор
- С 2004 — научный руководитель и заведующий Центра Восстановительной медицины института
- C 2005 — главный научный сотрудник реабилитационного центра НИИ курортологии и физической медицины МЗ РА
- 2011 — присвоено звание заслуженного деятеля науки РА

Результаты научной деятельности
- изучены состояния поджелудочной железы при различных заболеваниях органов пищеварения, в том числе при панкреатите
- изучены механизмы действия и терапевтическую эффективность лечебных минеральных вод Армении и ряда физических факторов при заболеваниях органов пищеварения, разработаны комплексы восстановительного лечения заболеваний желудочно-кишечного тракта

## Сочинения
Автор 475 научных работ и авторских свидетельств:
- Способ лечения язвенной болезни двенадцатиперстной кишки (1979)
- Способ лечения неспецифического язвенного колита (1992)
- Способ лечения дисбиоза кишечника при заболеваниях органов пищеварения (2005)

Награды
- 1976 — грамота ВДНХ СССР
- 1999 — почетные грамоты Министерства здравоохранения Армении, Совета профсоюзов Армении за долголетнюю работу, успехи в научно-практической деятельности,
- 2003 — грамота от начальника оперативной группы ФСБ России в республике Армении за активное участие в благотворительной медицинской акции с пограничниками и членами их семей